# Mehadica
Mehadica là một xã thuộc hạt Caraș-Severin, România. Dân số thời điểm năm 2002 là 923 người.